# 진보당 (아이슬란드)
진보당(영어: Progressive Party, 아이슬란드어: Framsóknarflokkurinn)은 아이슬란드의 농민정당이자, 자유주의 정당이다. 1916년에 결성되었으며 이데올로기적인 위치를 스스로는 개혁자유주의로 정의하고 있다. 자유주의 인터내셔널에 가맹된 정당이다.
최대의 지지 기층은 농민과 어민이며, 또 농업과 어업을 보호하기 위해 환 경보호 정당으로서의 모습도 지니고 있다. 미군 기지 문제에 있어서도, 기지가 환경 오염의 원인이 되기 때문에 부정적인 태도를 지니고 있다. 다른당의 주니어파트너로서 정권에 참가한 적이 많으나, 그 90년 역사 중에서, 적어도 60년간은 정권에 참가했었다. 총리를 배출한 적도 많아, 아이슬란드의 독립 이래로 한정지어도 3분의 1이 진보당 정권이라 부를 수 있을 것이다.
급진적 다문화에 반대하기 때문에 중도우파 정당으로 분류된다. 할도우르 아우스그림손이 선거에 패해 총리를 사퇴한 이후, 요운 시귀르드손이 당권을 이어 받았으나, 2007년의 선거에서 다시 패해 책임을 지고 사의를 표해, 현재는 귀드니 아우구스트손이 당의 의장을 맡고 있다. 현재는 비아르드니 베네딕트손이 총리가 되면서 연립정부를 구성하였다.

## 최근의 선거
2016년의 아이슬란드 의회선거에서, 진보당은 19석에서 11개의 의석을 잃고, 8석이 되었다. 

## 당수일람
- 트리크비 토우르할손 총리 1927-1932, 당의장 1928-1932
- 아우스게이르 아우스게이르손 총리 1932-1934, 당의장 1932-1933
- 헤르만 요우나손 총리 1934-1942 그리고 1956-1958, 당의장 1944-1962
- 오울라퓌르 요운한네손 총리 1971-1974 그리고 1978-1979, 당의장 1968-1979
- 스테잉리뮈르 헤르만손 총리 1983-1987 그리고 1988-1991, 당의장 1979-1994
- 할도우르 아우스그림손 총리 2004-2006, 당의장 1994-2006
- 요운 시귀르드손 당의장 2006-2007
- 귀드니 아우구스트손 당의장 2007-현재

여기에 덧붙여, 스테잉리뮈르 스테인토르손은 1950년부터 1953년까지 정부수반을 역임했다.

## 같이 보기
- 독립당 (아이슬란드)
- 북유럽 농본주의